# Bussac-Forêt
Bussac-Forêt là một xã trong tỉnh Charente-Maritime trong vùng Nouvelle-Aquitaine tây nam nước Pháp. Xã này nằm ở khu vực có độ cao trung bình 63 mét trên mực nước biển.

## Lịch sử dân số
| Năm  | Dân số | Mật độ |
| ---- | ------ | ------ |
| 1962 | 305    | -      |
| 1968 | 609    | -      |
| 1975 | 702    | -      |
| 1982 | 753    | -      |
| 1990 | 860    | -      |
| 1999 | 872    | 25/km² |